# بيل إيغن
بيل إيغن (بالإنجليزية: Bill Eagan)‏ هو لاعب كرة قاعدة أمريكي، ولد في 1 يونيو 1869 في كامدن في الولايات المتحدة، وتوفي في 13 فبراير 1905 في دنفر في الولايات المتحدة.

## وصلات خارجية
- بيل إيغن على موقعبيزبول رفرنس.كوم (الدوري الرئيسي) (الإنجليزية)
- بيل إيغن على موقعبيزبول رفرنس.كوم (الدوري الثانوي) (الإنجليزية)
- بيل إيغن على موقع جمعية أبحاث البيسبول الأمريكية (الإنجليزية)